# Kopaný závoz
Kopaný závoz (775 m n. m.) je nejvyšší vrchol Krupinské planiny. Nachází se asi 3 km severovýchodně od obce Senohrad, na území vojenského výcvikového prostoru Lešť. Z tohoto důvodu je veřejnosti běžně nepřístupný a na jeho vrchol nevede značená turistická stezka. Vrchol je přístupný lesem z obce Senohrad. Velká část vrcholu je pokrytá lesním porostem.